# José Antonio Manso de Velasco
José Antonio Manso de Velasco i Sánchez de Samaniego, 1688 † 1767, 1r Comte de Superunda, va ser un militar i polític espanyol, XLIII virrei del Perú. Va ser Governador de Xile entre 1737 i 1744. Virrei del Perú durant el regnat de Ferran VI, va governar el Virregnat del Perú entre els anys 1745 i 1761.

## Biografia
Els seus pares foren, Diego Sáenz Manso de Velasco i Ambrosia Sánchez de Samaniego, pertanyents a l'aristocràcia. Es va incorporar a l'exèrcit el 1705, participant en la Guerra de Successió fins a 1714. Posteriorment ho va fer en les expedicions a Sardenya del 1717, a Ceuta el 1720, en lloc de Gibraltar el 1727, a la reconquesta d'Orà el 1732, i en les guerres d'Itàlia de 1733 fins a 1736. Va obtenir al final de la seva carrera, el grau de Brigadier general i el títol de Cavaller de l'Orde de Sant Jaume.
L'octubre de 1736 li atorgaren el càrrec de Governador de Xile, arribant a Santiago de Xile el 15 de novembre del 1737, on va assumir el càrrec de Governador, Capità general i president de la Reial Audiència del regne. Va ocupar el càrrec fins al juny de 1744. Es va destacar per la fundació de nou ciutats:
- San Felipe,, 1740
- Cauquenes, 1742
- San Fernando, 1742
- Talca, 1742
- Melipilla, 1742
- Los Ángeles, 1742
- Curicó, 1743
- Rancagua, 1743
- Copiapó, 1744

També es va preocupar del desenvolupament urbanístic de Santiago de Xile, iniciant la construcció dels esperons del riu Mapocho, per evitar les freqüents inundacions que patia la ciutat. La seva gestió és reconeguda com una de les més eficients del regne. Va rebre el 1741 el grau de Mariscal de camp, i el 1743 el grau de Tinent general. El 24 desembre 1744 el rei li va ordenar assumir el càrrec de virrei del Perú.

## Virrei del Perú
El 12 juliol 1745 va succeir al virrei José Antonio de Mendoza Caamaño i Sotomayor, Marqués de Villagarcía.

### El terratrèmol de Lima de 1746

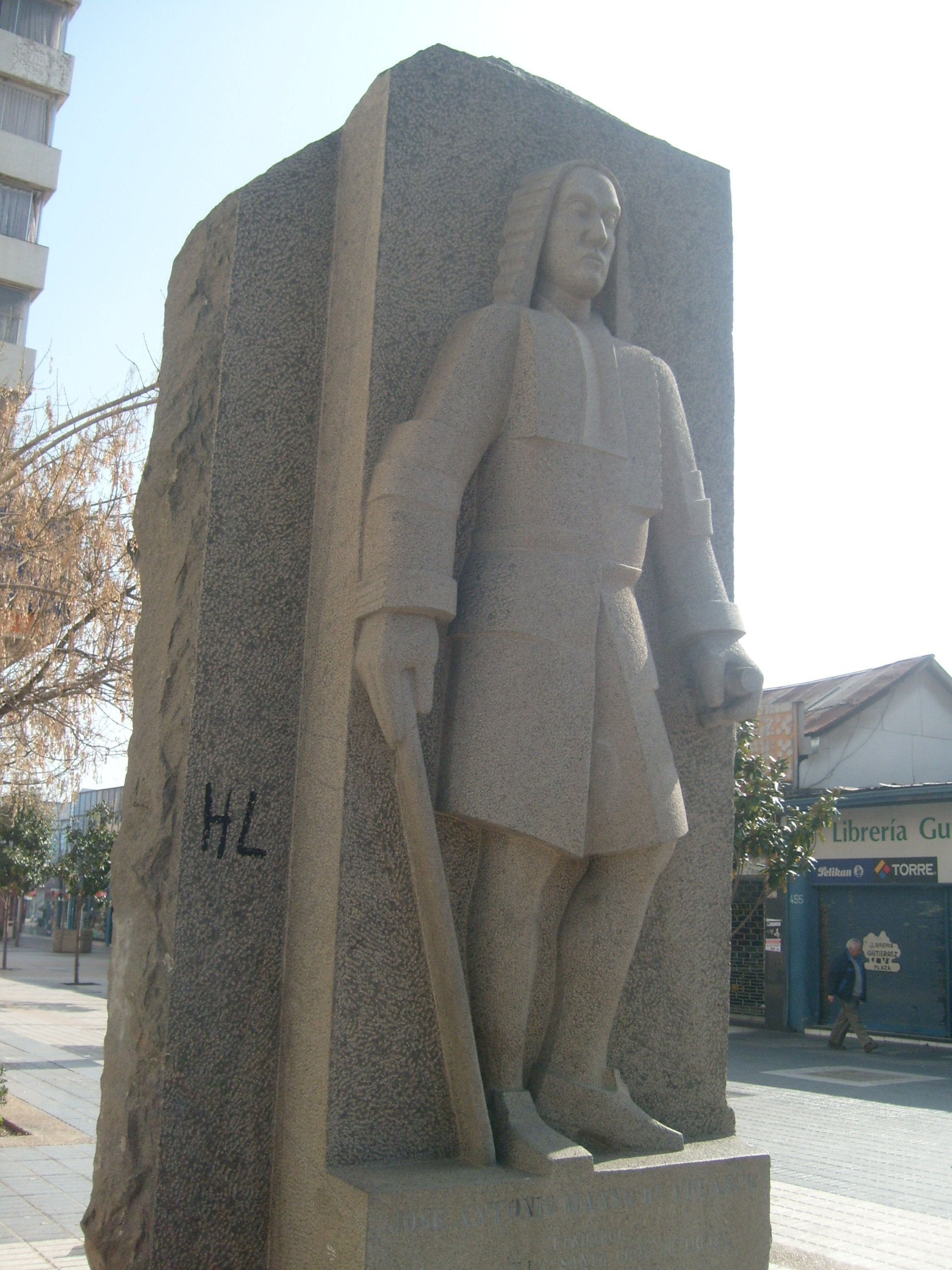
Monument honorific a Rancagua

El 28 d'octubre de 1746, a les 22:30 es va produir un dels més grans terratrèmols que van afectar Lima i Callao, si més no, el que més morts va produir. Els testimonis difereixen pel que fa a la durada de l'esdeveniment, ja que uns diuen que va ser de tres minuts i altres que fins a sis. Es calcula que la seva intensitat va ser de 10 o 11 en l'escala de Mercalli. Les rèpliques, per centenars, van continuar en els dos mesos següents. A Lima, de 60.000 habitants, van morir 1.141, i al Callao, un tsunami amb una enorme onada de 17 metres d'altura que va penetrar cinc quilòmetres terra endins, va matar aproximadament 5.000 persones, tot just se'n van salvar 200.
A Lima només van quedar 25 cases en peu. La nocturnitat del sisme, en sorprendre a la població a casa, va contribuir a augmentar les víctimes. Les seqüeles d'aquest terrible terratrèmol van ser la fam i la por.
El terratrèmol de 1746 és potser, a qui més quantitat d'estudis i atenció li han dedicat els historiadors i especialistes. Però sobretot segueix sent el paradigma del triomf de la ciutat sobre la destrucció i la mort.
El virrei José Antonio Manso de Velasco va decidir vèncer la desolació i prendre cartes en l'assumpte, emprenent la reconstrucció de Lima. Va fer tan magna obra que va merèixer el reconeixement dels seus habitants i del mateix rei que el va premiar el 1748 amb un títol nobiliari i que ell mateix va triar: Comte de Superunda, que vol dir "sobre les ones".
Vell i cansat, als 71 anys, demana autorització a Ferran VI per tornar a Espanya, la qual cosa li és concedit. Va ser reemplaçat pel virrei Manuel d'Amat i de Junyent.

## Últims dies
Trobant-se de pas el 1762 pel port de l'Havana a la Capitania General de Cuba quan li sorprèn un conflicte armat amb Anglaterra que implica el lloc de l'illa. Per ser el militar de més alt rang en aquell moment en el territori, el Comte de Superunda és nomenat pel governador de Cuba amb títol de «President de la Junta Consultiva de Guerra», és així com el vell comte de 74 anys va encapçalar la resistència de la plaça artillada de l'Havana amb tropes mal entrenades i amb mal equipament, la qual només va durar 67 dies i hauran rendir-se davant els anglesos.
Capturat pels anglesos és portat a Cadis a Espanya, on en la seva qualitat de president de la Junta Consultiva de Guerra va ser portat davant la justícia marcial per l'oprobi causat a la corona espanyola pels termes de la rendició de Cuba, i condemnat a la pena de "suspensió per 100 anys de tot ocupació militar" i confinament a la ciutat de Granada, morint finalment a Priego de Córdoba, on hi ha sepultats les seves restes a l'Església de Sant Pere.